# Jiří Koštíř
Jiří Koštíř (21. června 1928 – 19. června 1960, Znojmo) byl český silniční motocyklový závodník, který v letech 1956–1959 jezdil v seriálu MotoGP. Tragicky zahynul při nemistrovských závodech ve Znojmě v roce 1960, kdy se mu stal osudným závod plný deště a bočního nárazového větru.

## Závodní kariéra
Závodil jako tovární jezdec na motocyklu ČZ. V mistrovství Československa získal v letech 1954 a 1957 dva mistrovské tituly ve třídě do 250 cm³. Startoval na Tourist Trophy ve třídě do 250 cm³ v letech 1957 a 1958; v roce 1956 nedojel a v roce 1957 skončil na osmém místě.
Ve filmovém dokumentu Báječní muži na dvou kolech o okolnostech jeho smrti sportovní novinář Karel Březina řekl: "V jedné zatáčce měl havárii, která by skončila naprosto v pohodě, jenom by sjel do příkopu. Jenže bohužel za tím příkopem byla skládka cihel a o tu se Jirka zastavil. Takže jsme přišli o vynikajícího jezdce."

## Úspěchy
- 1956 17. místo v mistrovství světa třídy do 250 cm³ - motocykl ČZ
- 1956 6. místo GP Holandska do 250 cm³ - motocykl ČZ